# Muzeum Mohameda Mahmúda Chalíla
Muzeum Mohameda Mahmúda Chalíla je galerie v egyptské Gíze. Nachází se v secesním paláci postaveném na počátku 20. století. Muzeum bylo otevřeno 23. července 1962 a je věnováno památce zakladatele sbírky a původního vlastníka paláce Mohameda Mahmúda Chalíla paši a jeho manželky Emiline Lockové.

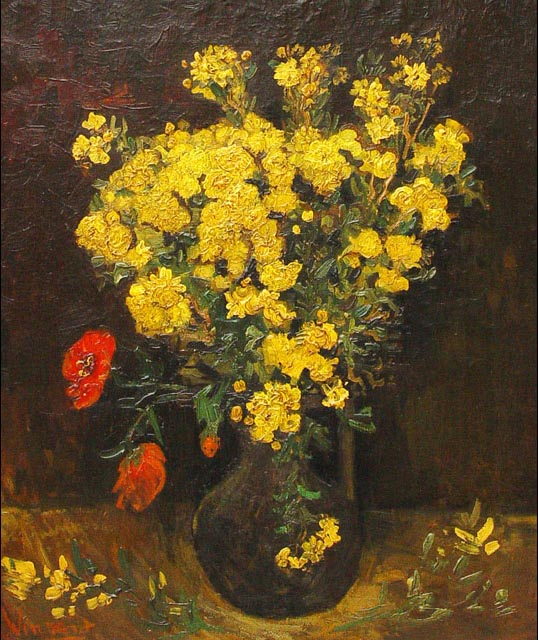
V roce 2010 byl v muzeu z rámu vyříznut a ukraden obraz Váza s květinami (1887) od Vincenta van Gogha

Mezi zastoupené umělce patří například Paul Gauguin, Claude Monet, Auguste Renoir, Auguste Rodin a Vincent van Gogh. Zdejší sbírka impresionistických obrazů, shromážděná převážně před rokem 1928, může svou kvalitou soupeřit s většinou evropských národních sbírek.